# CAF Urbos
CAF Urbos è una famiglia di veicoli a rotaia leggeri costruita dal Construcciones y Auxiliar de Ferrocarriles (CAF).
Attualmente sono presenti tre generazioni di Urbos.

## Urbos 1

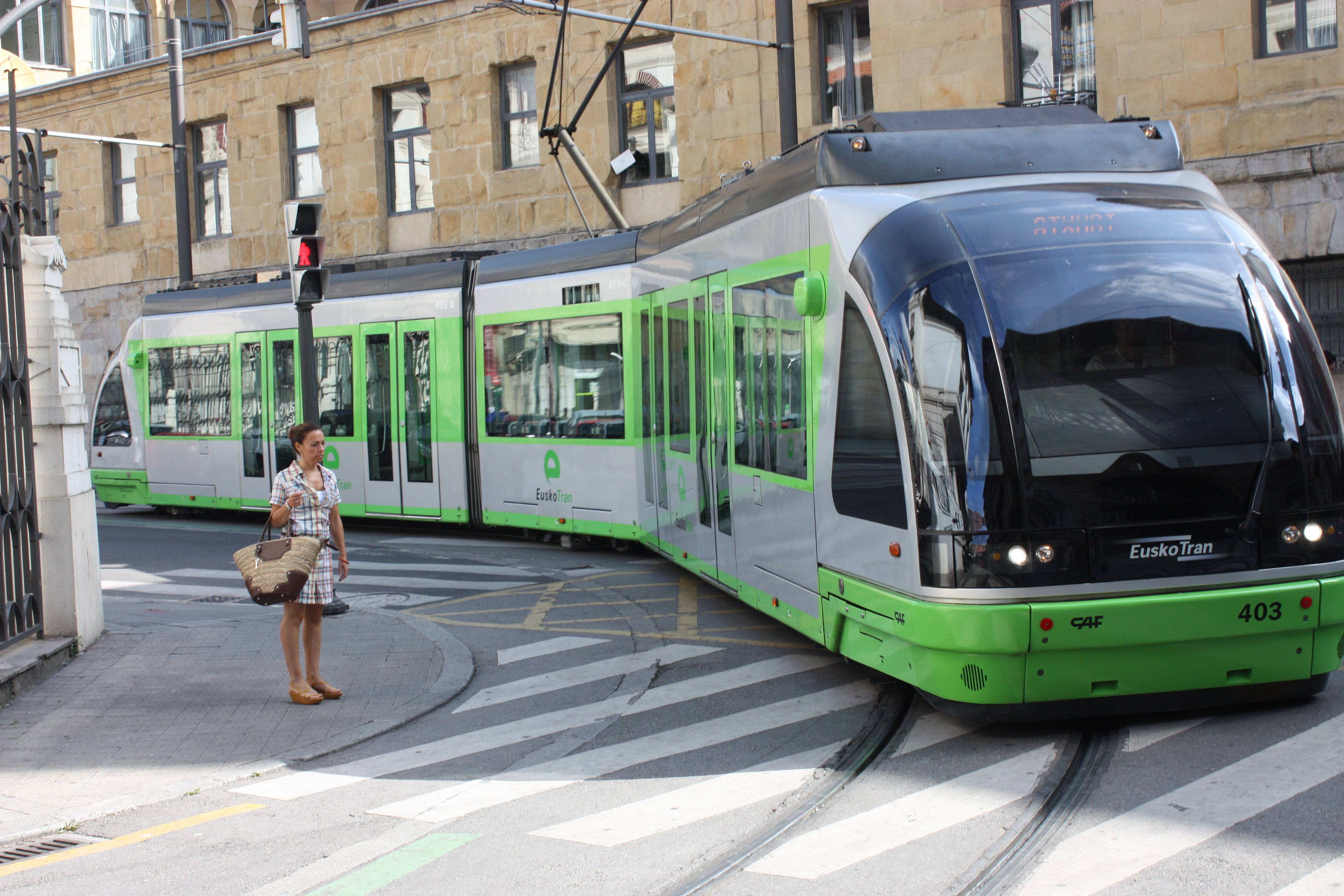
Tram CAF Urbos 1 a Bilbao.

Questa generazione è stata venduta solamente a Euskotren con lo scopo di operare sulla tranvia di Bilbao.

## Urbos 2
- Tramvia Vélez-Málaga
- Rete tranviaria di Vitoria
- Metropolitana di Siviglia
- Tranvia di Siviglia
- Tramvia di Antalya

## Urbos 3

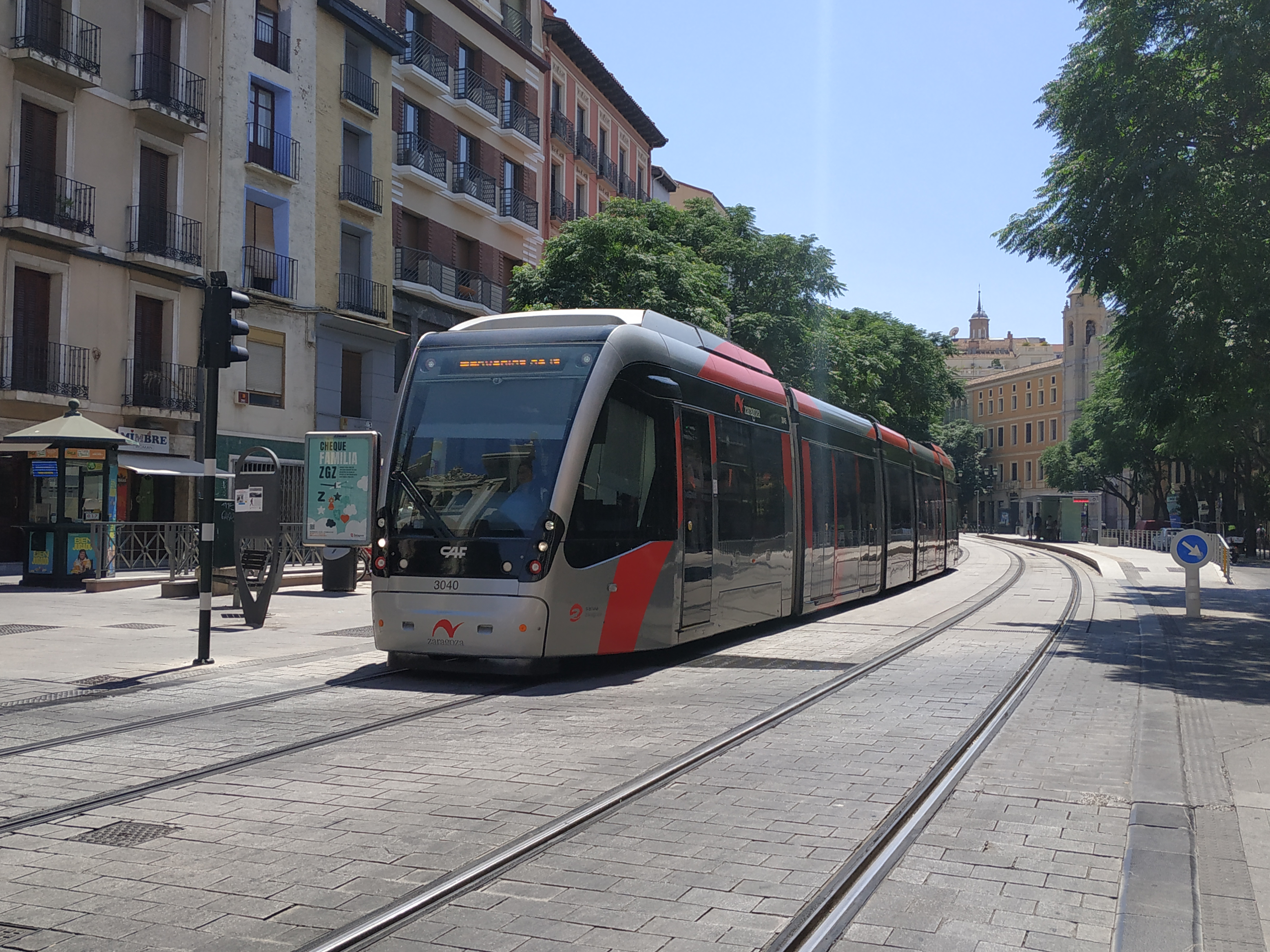
Tram CAF Urbos 3 in prova a Saragozza

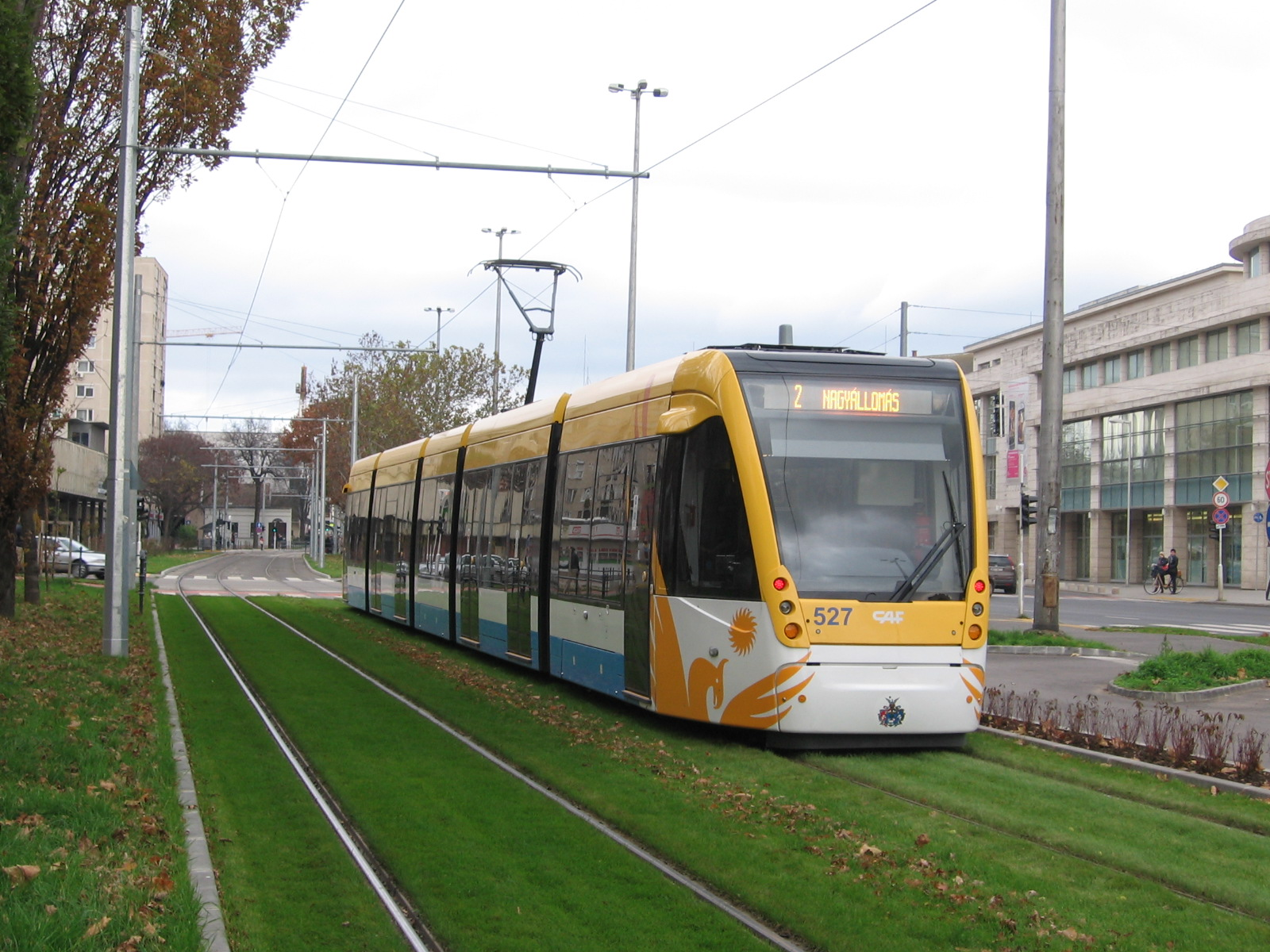
Tram CAF Urbos 3 in prova a Debrecen (Ungheria)

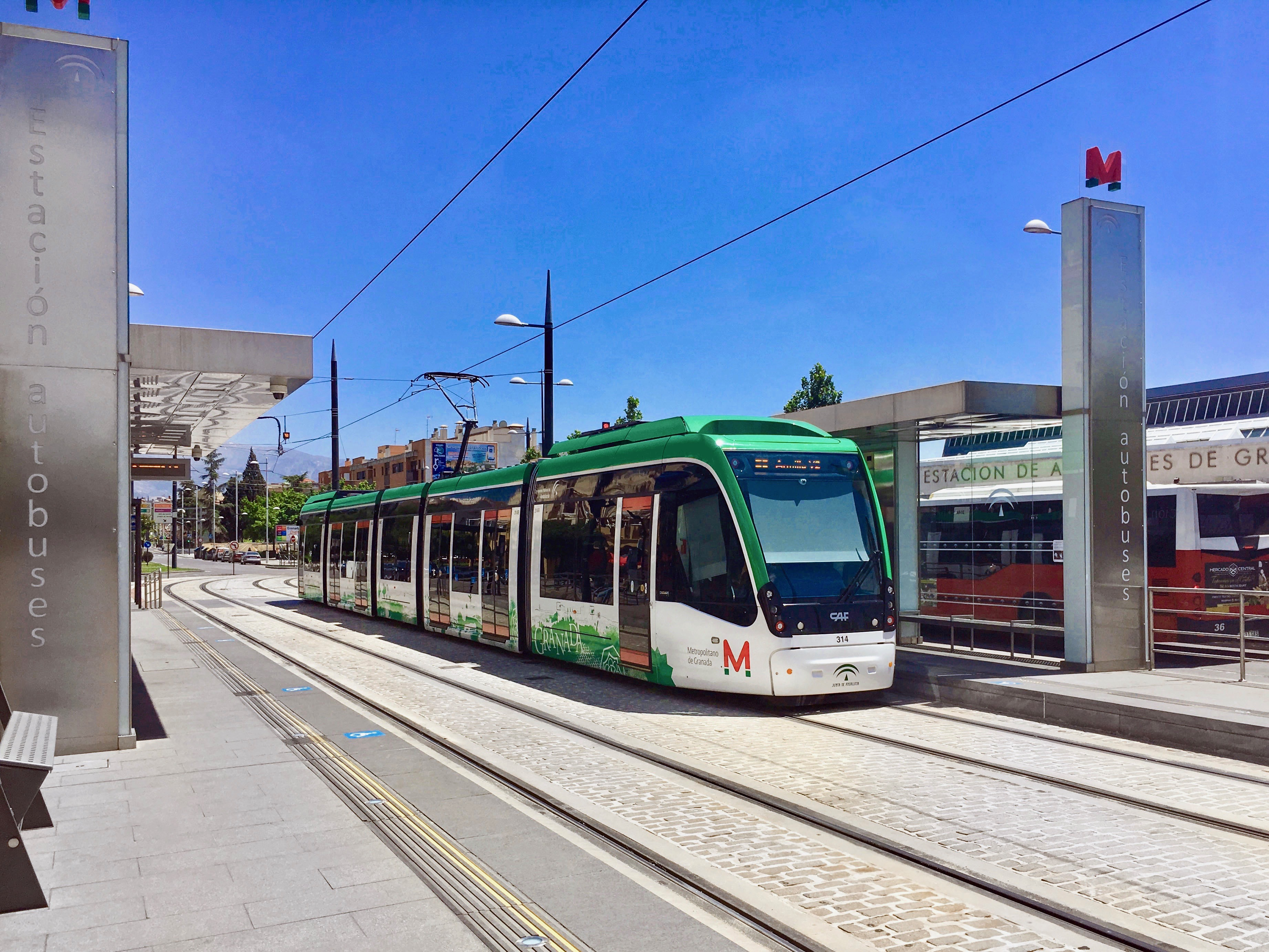
Un CAF Urbos 3 in attività a Granada

Urbos 3 include numerose innovazioni tra cui l'utilizzo di alcuni tipi di supercondensatore, in grado di effettuare le operazioni senza l'ausilio di energia elettrica esterna. Sono dotati di un pavimento molto basso e raggiungono la velocità massima di 70 km/h. Prima era in servizio su una sola rete tranviaria, quella di Saragozza. Ora sono in servizio nelle, o state ordinate delle reti tramviarie di:
- Belgrado (30)[3]
- Siviglia
- Granada
- Cadice
- Edimburgo
- Cincinnati
- Kansas City
- Malaga[4]
- La nuova rete leggera su rotaia tra Chalezeule e Hauts du Chazal, in Francia.[5]
- Stoccolma (15)[6]
- Besançon (19)[6]
- Nantes (8)[6]
- Saragozza (21)[7]
- Debrecen (18)
- Budapest (47)
- Friburgo in Brisgovia (73)
- Amsterdam (72)